# 122 (nombre)
Pour les articles homonymes, voir 122 (homonymie).
122 (cent vingt-deux) est l'entier naturel qui suit 121 et qui précède 123.

## En mathématiques
Cent-vingt-deux est :
- Un nombre nontotient.
- Un nombre noncototient.

## Dans d'autres domaines
Cent-vingt-deux est aussi :
- Le numéro du colorant alimentaire de synthèse E122 (rouge) appelé azorubine.
- Stridsvagn 122 (Strv 122) est la deuxième version du char d'assaut d'origine allemande Léopard 2 achetée par l'armée suédoise.
- Années historiques : -122, 122.
- La française Jeanne Calment, est connue pour avoir vécu jusqu'à l'âge de 122 ans (elle était née le 21 février 1875 et mourut le 4 août 1997).
- Le One-two-two (« un deux deux » en anglais) fut une célèbre maison close de Paris, sise au n° 122 (d’où son nom) de la rue de Provence.
- One, Two, Two : 122, rue de Provence est un film français de Christian Gion sorti en 1978.
- Ligne 122 .